# Otero County (New Mexico)
Otero County ist ein County im Bundesstaat New Mexico der Vereinigten Staaten. Das County liegt im Süden des Staates und grenzt an Texas. Es hat 63.797 Einwohner. Der Verwaltungssitz (County Seat) ist Alamogordo. Im County liegt ein Teil des White Sands National Monuments und die Mescalero Apache Reservation.

## Geographie
Das County hat eine Fläche von 17.165 Quadratkilometern; davon sind 2 Quadratkilometer (0,1 Prozent) Wasserflächen. Das County grenzt im Uhrzeigersinn an die Countys: Doña Ana County, Sierra County, Lincoln County, Chaves County, Eddy County, Culberson County (Texas), Hudspeth County (Texas) und El Paso County (Texas).

## Geschichte

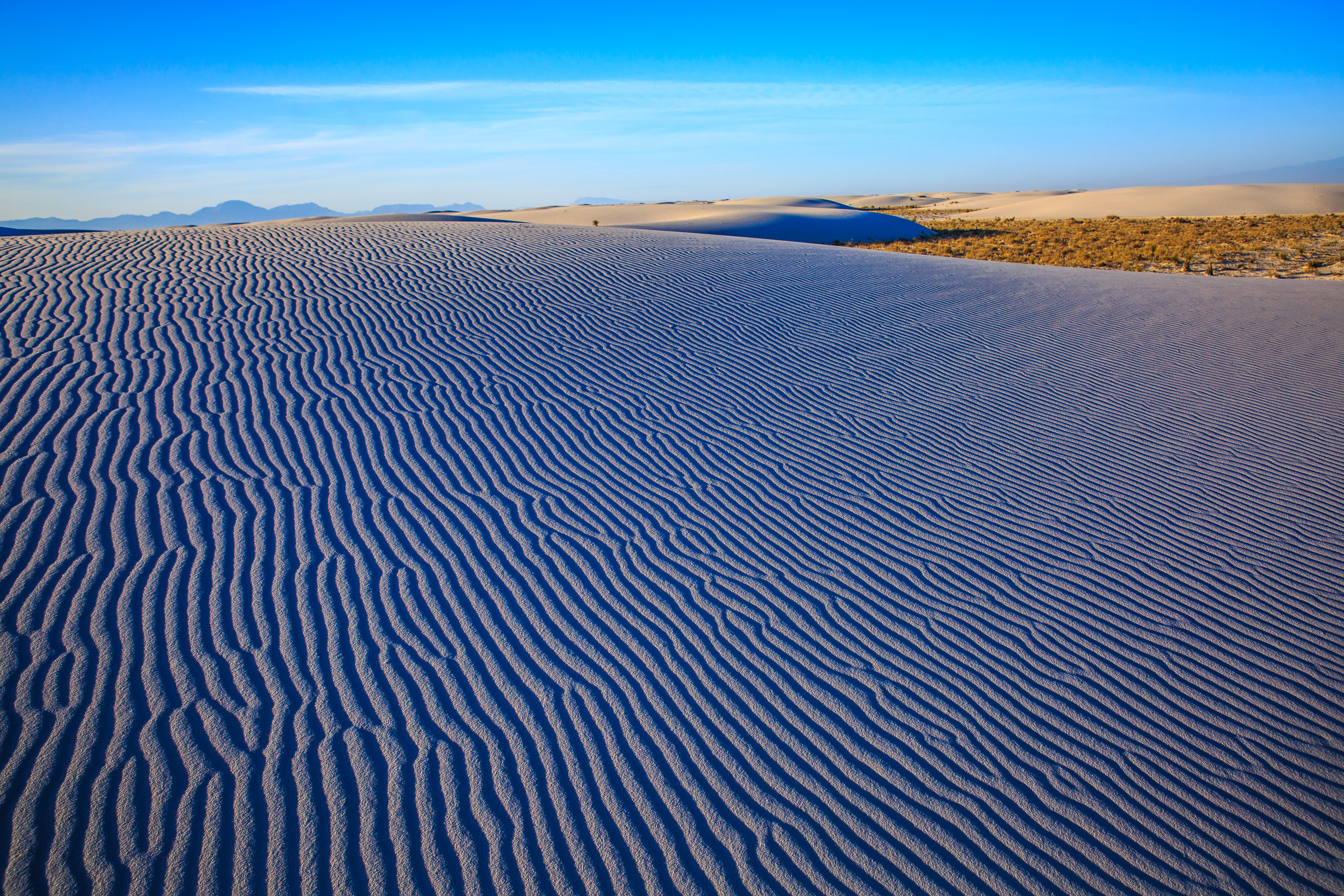
White Sands National Monument (2015)

Im County liegt ein National Monument, das White Sands National Monument. 29 Bauwerke und Stätten des Countys sind insgesamt National Register of Historic Places eingetragen (Stand 17. Februar 2018).

## Demografische Daten

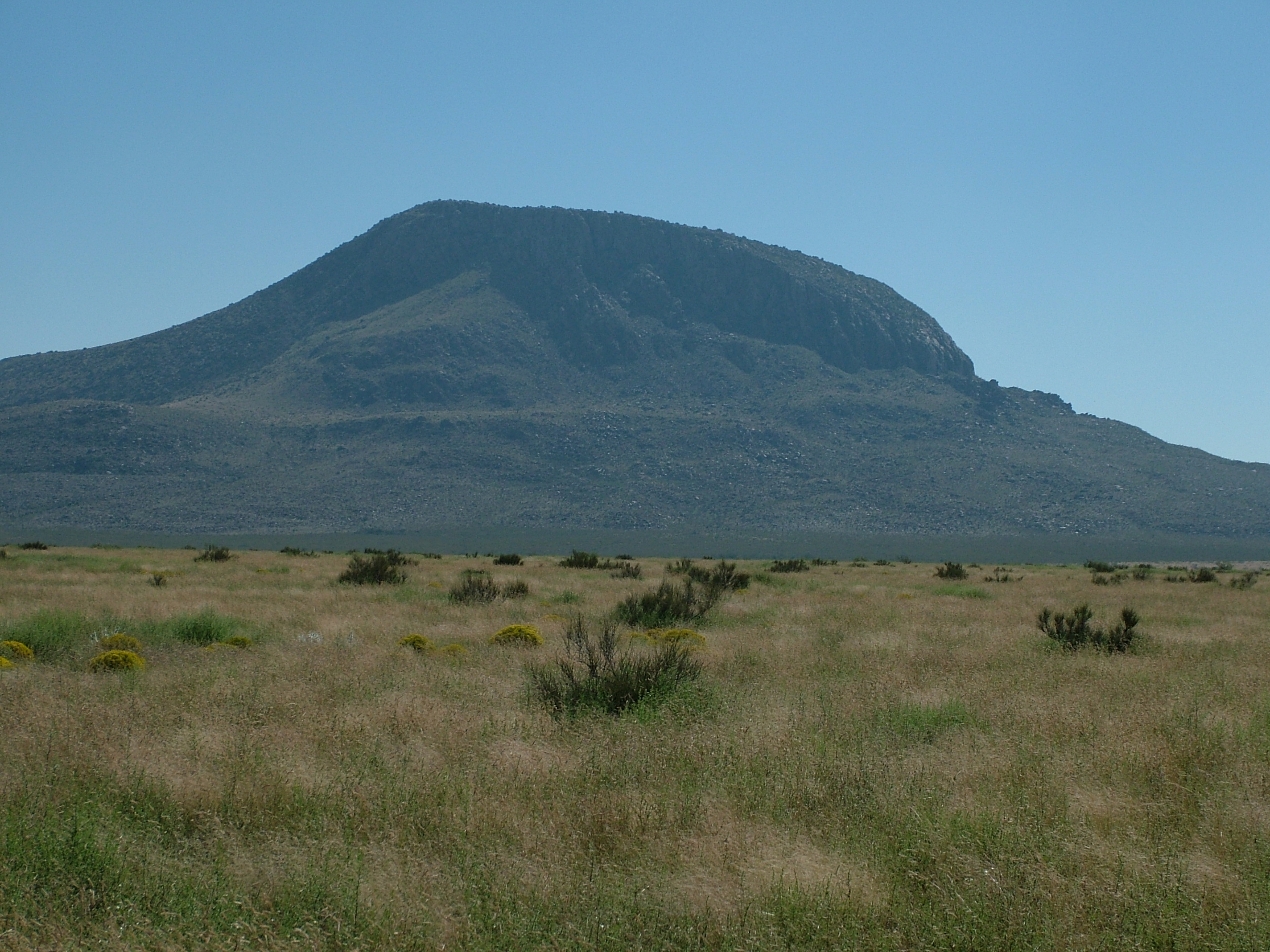
Das Otero-Mesa-Gebiet

Nach der Volkszählung im Jahr 2000 lebten im County 62.298 Menschen. Es gab 22.984 Haushalte und 16.801 Familien. Die Bevölkerungsdichte betrug 4 Einwohner pro Quadratkilometer. Ethnisch betrachtet setzte sich die Bevölkerung zusammen aus 73,71 % Weißen, 3,92 % Afroamerikanern, 5,80 % amerikanischen Ureinwohnern, 1,17 % Asiaten, 0,13 % Bewohnern aus dem pazifischen Inselraum und 11,67 % aus anderen ethnischen Gruppen; 3,60 % stammten von zwei oder mehr ethnischen Gruppen ab. 32,16 % der Bevölkerung waren spanischer oder lateinamerikanischer Abstammung.
Von den 22.984 Haushalten hatten 37,10 % Kinder und Jugendliche unter 18 Jahre, die bei ihnen lebten. 57,50 % waren verheiratete, zusammenlebende Paare, 11,80 % waren allein erziehende Mütter. 26,90 % waren keine Familien. 23,30 % waren Singlehaushalte und in 8,10 % lebten Menschen im Alter von 65 Jahren oder darüber. Die Durchschnittshaushaltsgröße betrug 2,66 und die durchschnittliche Familiengröße lag bei 3,14 Personen.
Auf das gesamte County bezogen setzte sich die Bevölkerung zusammen aus 29,50 % Einwohnern unter 18 Jahren, 9,30 % zwischen 18 und 24 Jahren, 28,60 % zwischen 25 und 44 Jahren, 21,00 % zwischen 45 und 64 Jahren und 11,70 % waren 65 Jahre alt oder darüber. Das Durchschnittsalter betrug 34 Jahre. Auf 100 weibliche Personen kamen 99,00 männliche Personen, auf 100 Frauen im Alter ab 18 Jahren kamen statistisch 96,80 Männer.
Das jährliche Durchschnittseinkommen eines Haushalts betrug 30.861 USD, das Durchschnittseinkommen der Familien betrug 34.781 USD. Männer hatten ein Durchschnittseinkommen von 27.657 USD, Frauen 18.470 USD. Das Prokopfeinkommen betrug 14.345 USD. 19,30 % der Bevölkerung und 15,60 % der Familien lebten unterhalb der Armutsgrenze. 27,90 % davon waren unter 18 Jahre und 12,80 % waren 65 Jahre oder älter.

## Orte im Otero County
Im Otero County liegen drei Gemeinden, davon eine City und zwei Villages. Zu Statistikzwecken führt das U.S. Census Bureau 14 Census-designated places, die dem County unterstellt sind und keine Selbstverwaltung besitzen. Diese sind wie die Unincorporated Communities gemeindefreies Gebiet.
| Cities - Alamogordo | Villages - Cloudcroft - Tularosa |

Census-designated places (CDP)
| - Bent - Boles Acres - Chaparral 1 - High Rolls - Holloman AFB | - La Luz - Mayhill - Mescalero - Orogrande - Piñon | - Sacramento - Timberon - Twin Forks - Weed |

andere Unincorporated Communities
| - Hortonville - Mountain Park - Newman | - Sunspot - Three Rivers |